# Jiřina Zelenková
Jiřina Zelenková (rozená Ječná, 5. září 1929 Praha – září 1988) byla česká porodní lékařka a politička, členka KSČ, v letech 1968–1969 členka Ústředního výboru KSČ. V prosinci 1976 se stal jedním z první trojice lékařů, kteří podepsali Chartu 77, spolu s Františkem Kriegelem a prof. Františkem Bláhou.

## Životopis

### Mládí
Narodila se roku 1929 v Praze. Vystudovala medicínu, patrně na zdejší 1. lékařské fakultě Univerzity Karlovy. Stala se členkou KSČ. V 60. letech 20. století publikovala jako spoluautorka několik odborných článků z oboru porodnictví. Angažovala se v politických strukturách komunistického režimu v ČSSR. Patřila k reformnímu křídlu československých komunistů, kteří v závěru 60. let 20. století nastartovali proces společenského a politického uvolnění, tzv. pražského jara. V roce 1968 působila v Krajském výboru KSČ Středočeského kraje-Praha.

### Po roce 1968
Po invazi vojsk Varšavské smlouvy do Československa 21. srpna 1968 byla na tzv. Vysočanském sjezdu KSČ zvolena členkou Ústředního výboru KSČ a 27. srpna 1968 byla vybrána do delegace pro jednání s Alexandrem Dubčekem na Pražském hradě. Na plenárním zasedání ÚV 16. ledna 1969 po demonstrativním sebeupálení Jana Palacha na Václavském náměstí vystoupila s projevem, ve kterém požadovala prošetření události a navrhla silnější ideové působení na mládež. S nástupem období tzv. normalizace a proměny společenského a politického prostředí dle přísné line loajality k politice Sovětského svazu vedení strany na vlastní žádost roku 1969 ÚV KSČ opustila. Následně byla zaměstána jako lékařka v Okresním ústavu národního zdraví ve Vlašimi, kde posléze zastávala pozici primářky.

### Charta 77
Zůstala v kontaktu s dalšími reformními komunisty a koncem prosince 1976 využila příležitosti k podpisu Charty 77, dokumentu vytvořeného v Praze názorově pestrým okruhem československého disentu. Její podpis byl spolu s dalšími 241 podpisy navzdory snaze československého režimu ve dnech 6. a 7. ledna 1977 publikován současně v několika západních listech (Le Monde, Frankfurter Allgemeine Zeitung, The Times a New York Times).
Jakožto důsledek podepsání domumentu následně čelila perzekucím ze strany režimu: byla propuštěna z vlašimské nemocnice a dva roky byla nucena pracovat mimo lékařskou profesi. Roku 1979 jí pak bylo umožněno pracovat v psychiatrické léčebně v Kosmonosích u Mladé Boleslavi. Po dlouhou dobu do Kosmonos denně dojížděla a zaměstnání ji značně vyčerpávalo. Od ledna 1988 byla evidována jako tzv. zájmová osoba tajné policie StB a byla předmětem sledování.

### Úmrtí
Jiřina Zelenková zemřela v září 1988 ve věku 59 let na srdeční selhání následkem dlouhodobé srdeční nemoci. Pohřeb byl konán 23. září 1988 ve strašnickém krematoriu v Praze.
Originály těchto podpisů byly nalezeny v roce 2006 ve spisu StB.